# Cerkiew św. Sergiusza z Radoneża w Ucianie
Cerkiew św. Sergiusza z Radoneża – cerkiew prawosławna w Ucianie, wzniesiona w 1869, spłonęła 20 czerwca 1941, najprawdopodobniej wskutek podpalenia. 

## Historia
Powstanie cerkwi prawosławnej w Ucianie było związane z szybkim rozwojem tej miejscowości w II połowie XIX wieku w związku z jej położeniem przy szlaku kolejowym z Kowna do Petersburga. Głównym fundatorem budowy wolnostojącej cerkwi był sędzia pokoju G. Biriukow, który przekazał na ten cel 1200 rubli. Poświęcenie gotowej świątyni miało miejsce 14 listopada 1869. W roku następnym decyzją Rady Eparchialnej duchowieństwo z cerkwi w Użpolach zostało zobowiązane do zapewnienia opieki duchowej mieszkańców Uciany. 
Od 2 lutego 1909 przy cerkwi działało bractwo, którego patronem również był św. Sergiusz, a które wyłoniło się z kowieńskiego bractwa św. Mikołaja. Prowadzony był również przytułek dla starców i sierot. W 1914 cerkiew odwiedził późniejszy patriarcha moskiewski Tichon, ówcześnie metropolita wileński i litewski, i odprawił w niej molebień ku czci patrona świątyni. 
W czasie I wojny światowej cerkiew została całkowicie zdewastowana. Skradziono z niej wszystkie ikony i księgi liturgiczne. Dopiero w 1919 zaczęto odprawiać w niej nabożeństwa. W pierwszej połowie lat 20. przeprowadzony został gruntowny remont budynku. Odnowioną cerkiew ponownie poświęcił metropolita wileński i litewski Eleuteriusz (Bogojawlenski) w 1927. Świątynia spłonęła 20 czerwca 1941, najprawdopodobniej na skutek świadomego podpalenia, o które prawosławni podejrzewali miejscową ludność katolicką, mszczącą się za nierówne traktowanie obydwu wyznań w czasach carskich. Resztki obiektu zostały rozebrane w celu pozyskania cegieł. Mimo istnienia w Ucianie ok. stuosobowej grupy prawosławnej otrzymali oni zgodę na urządzenie nowej cerkwi dopiero w 1989.